# サントゥラリー＝アン＝ボルン
サントゥラリー＝アン＝ボルン （Sainte-Eulalie-en-Born）は、フランス、ヌーヴェル＝アキテーヌ地域圏、ランド県のコミューン。コミューンはしばしばサントゥル（Sainte-Eul）と呼ばれる。

## 地理

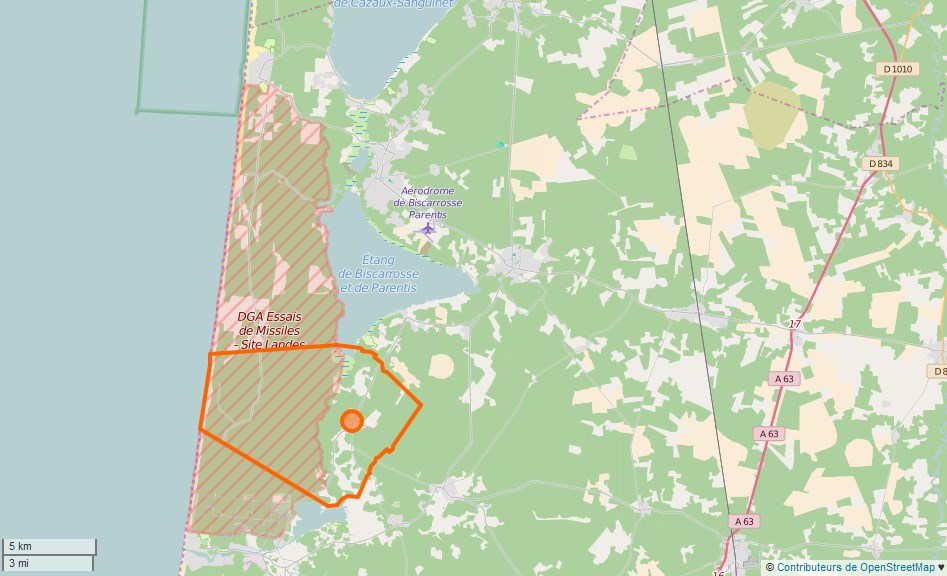
コミューンの位置

ボルン地方、ランドの森の中にあるコミューンで、ミミザンとビスカロッス間を走る国道652号線途上にある。ビスカロッス湖およびパレンティス湖の南端に位置している。

## 歴史

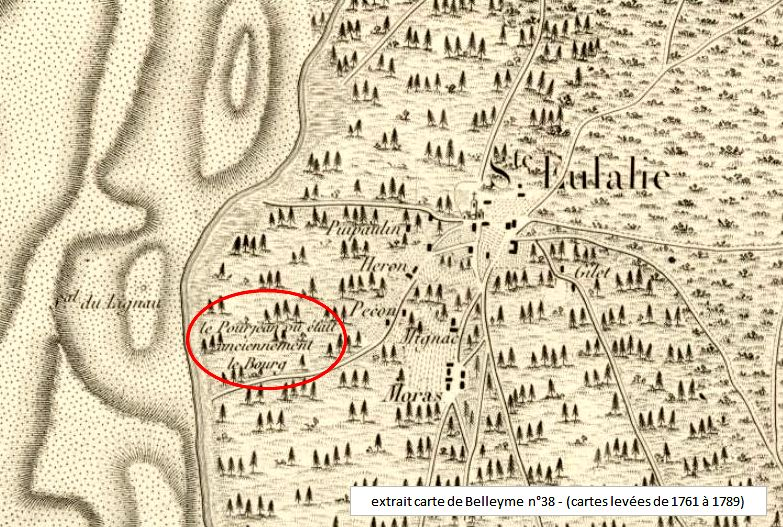
ベレム地図に記されたサントゥラリー。赤で囲まれた場所がル・プルジャン

聖エウラリアはメリダで生まれ、304年に殉教したスペインの聖人である。その聖人の名を与えられた村は、さらに東を通過するローマ時代の街道から離れた、非常に古くからキリスト教化された場所だった。ラフォンおよびガウスという地区で見つかった石器で証明されたように、この土地では先史時代から人が定住していた。その後、中世にモット・アンド・ベーリーが建設され、現在のコミューンの南側に痕跡が残る。サントゥラリーはサンティアゴの巡礼路途上で立ち寄る場所であった。
マルタ騎士団のコマンドリーはサントゥラリー教区に位置し、現在はコミューンとなっているギャストの向こうにあった。コマンドリーはサントゥラリーのジェシス（GessisまたはJessis）という地区にあり、18世紀初頭に埋められてしまった礼拝堂があった。18世紀のカッシーニ地図およびピエール・ド・ベレムの古い地図において、古くのサントゥラリー村の中心はさらに西のル・プルジャン（Le PourjeanまたはLe Pourjeau）という場所だったと記されているが、これは砂丘の砂が動いて村が移転したからである。

## 人口統計
2017年時点のコミューンの人口は1265人で、2012年当時の人口より2.26%増加した
| 1962年 | 1968年 | 1975年 | 1982年 | 1990年 | 1999年 | 2006年 | 2011年 | 2017年 |
| ------ | ------ | ------ | ------ | ------ | ------ | ------ | ------ | ------ |
| 514    | 490    | 557    | 614    | 773    | 785    | 988    | 1218   | 1265   |

参照元:1962年から1999年までは複数コミューンに住所登録をする者の重複分を除いたもの。それ以降は当該コミューンの人口統計によるもの。1999年までEHESS/Cassini、2006年以降INSEE

## ギャラリー

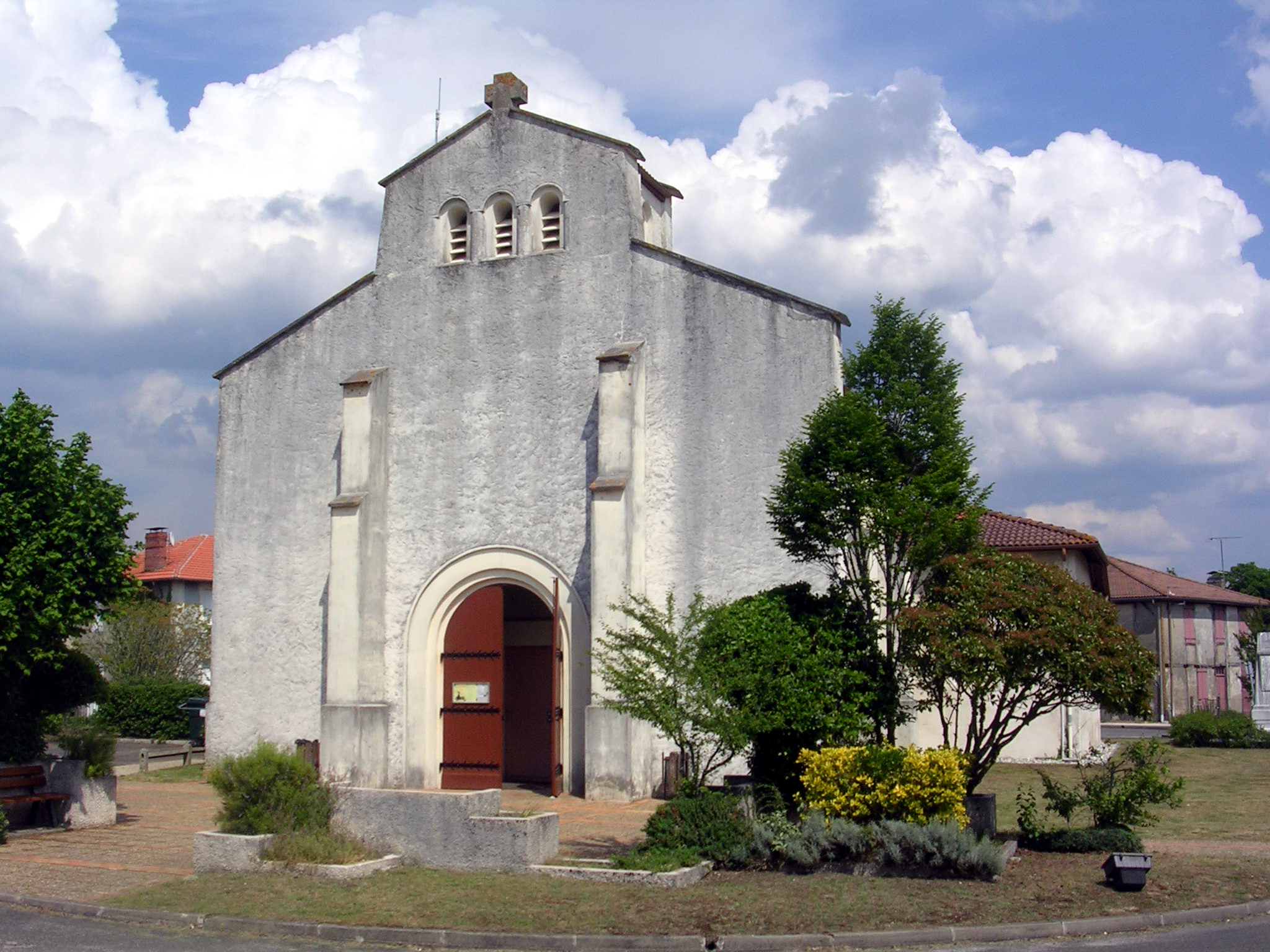
サントゥラリー教会のファサード
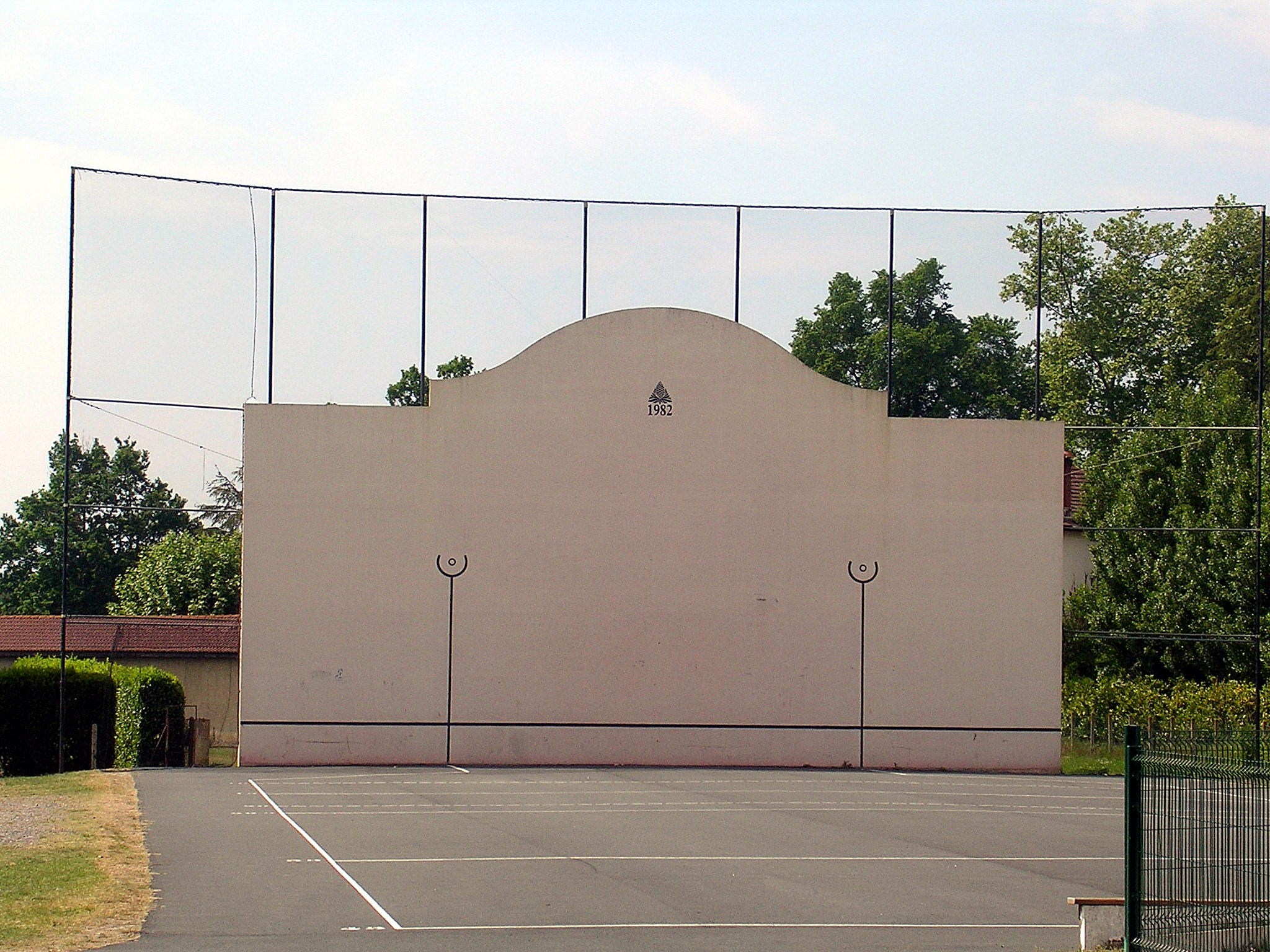
フロントン
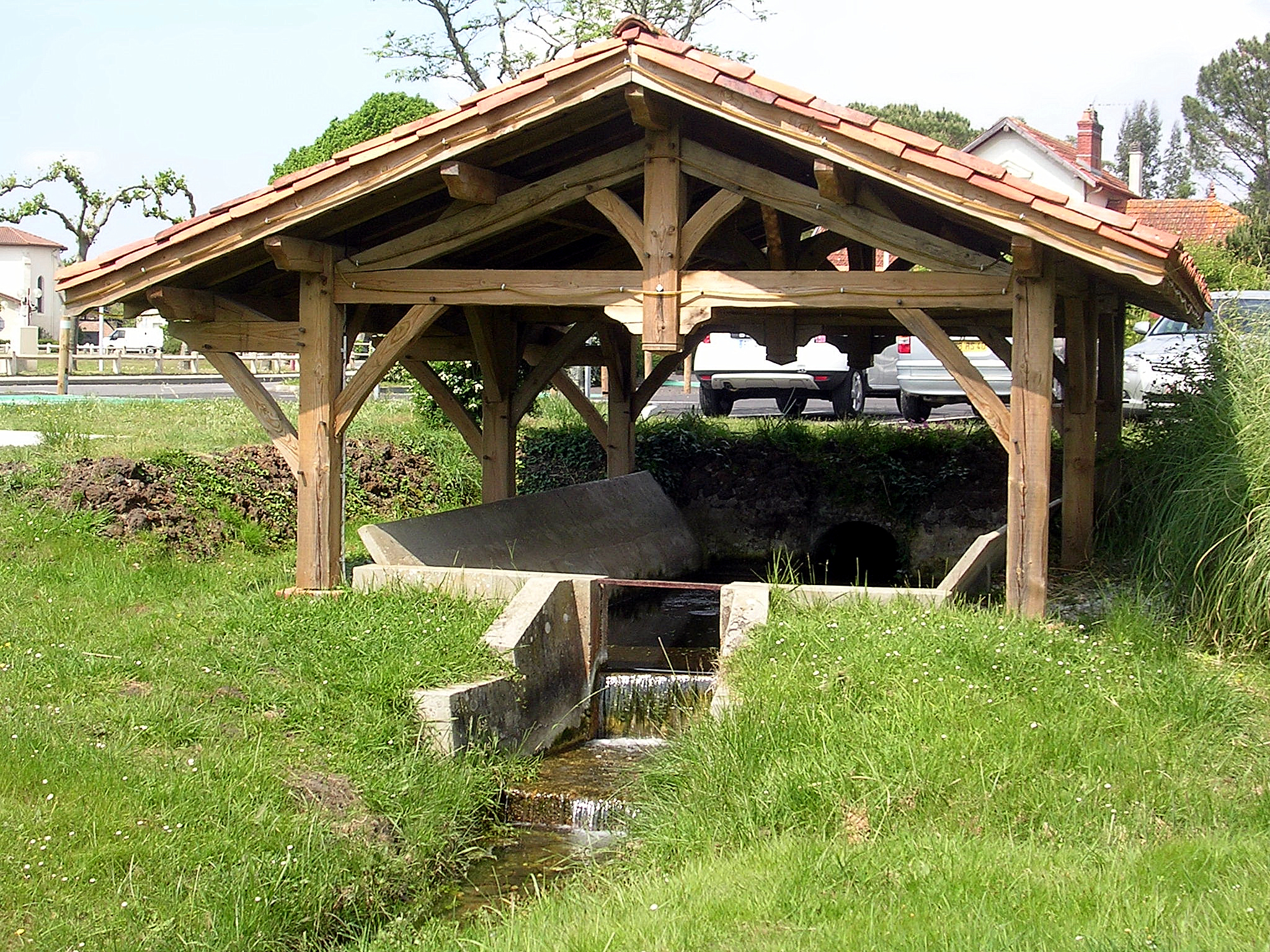
古い洗濯場
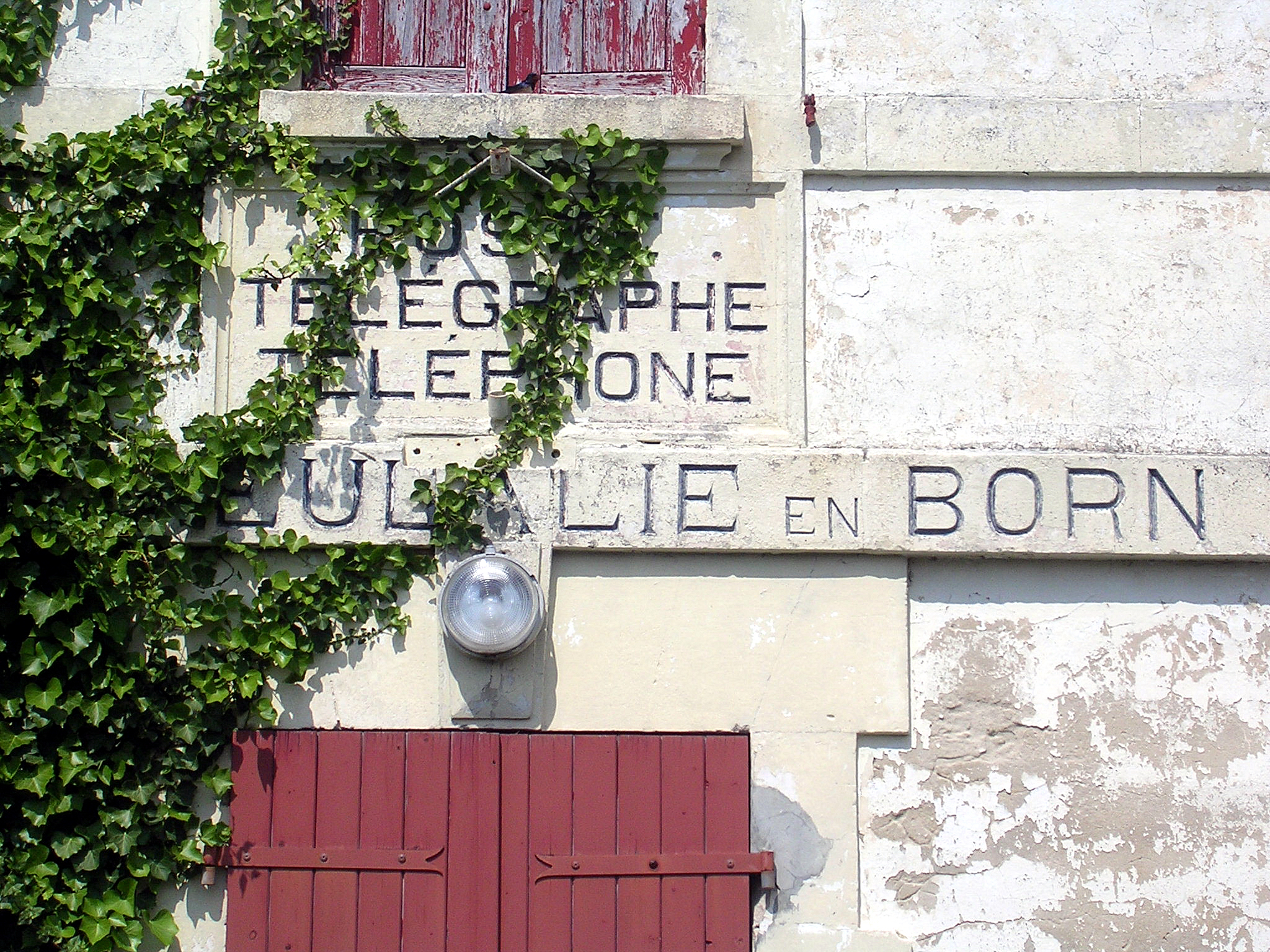
かつての電信電話局の事務所
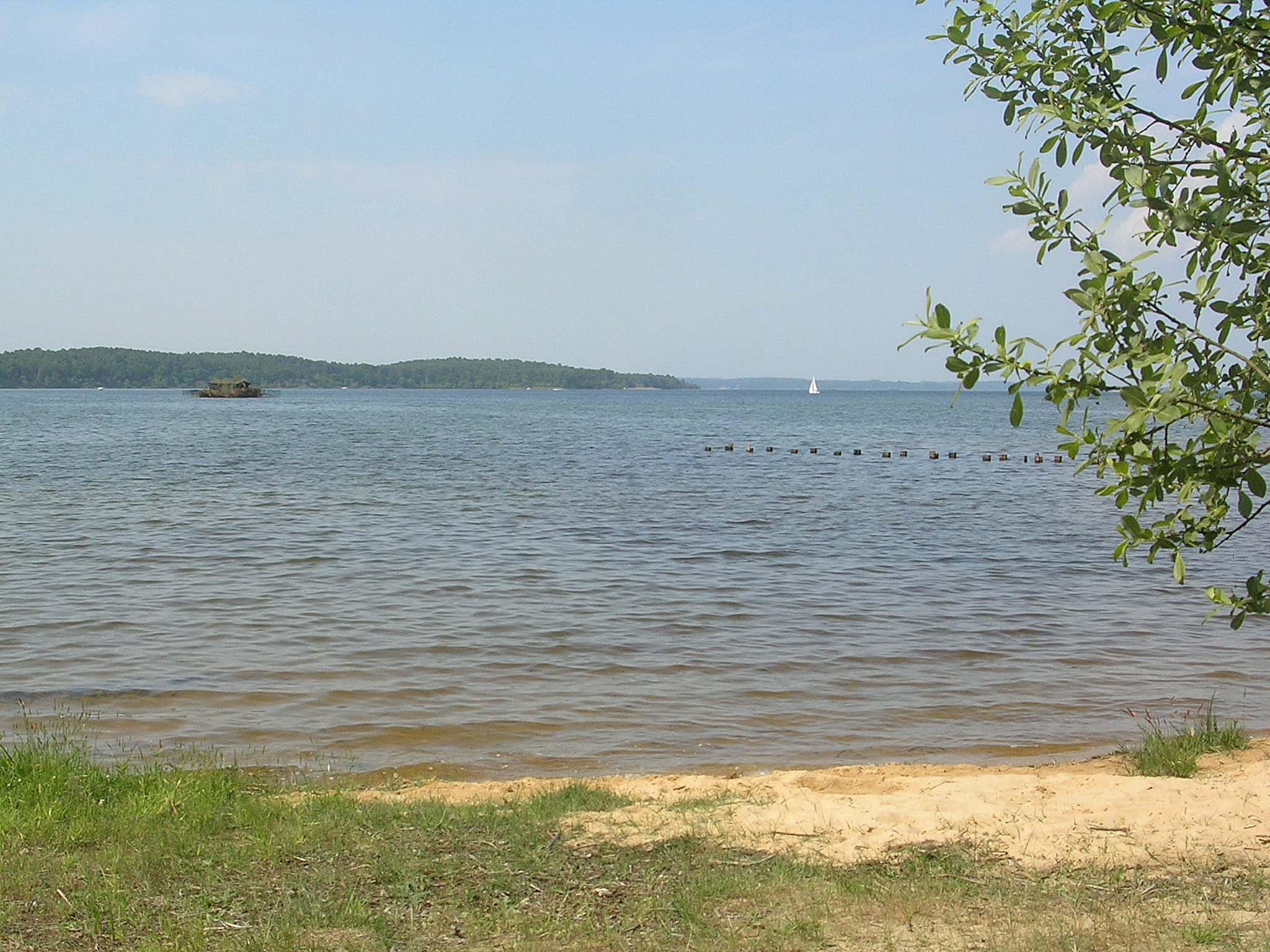
サントゥラリー側から眺めたビスカロッスおよびパレンティス湖
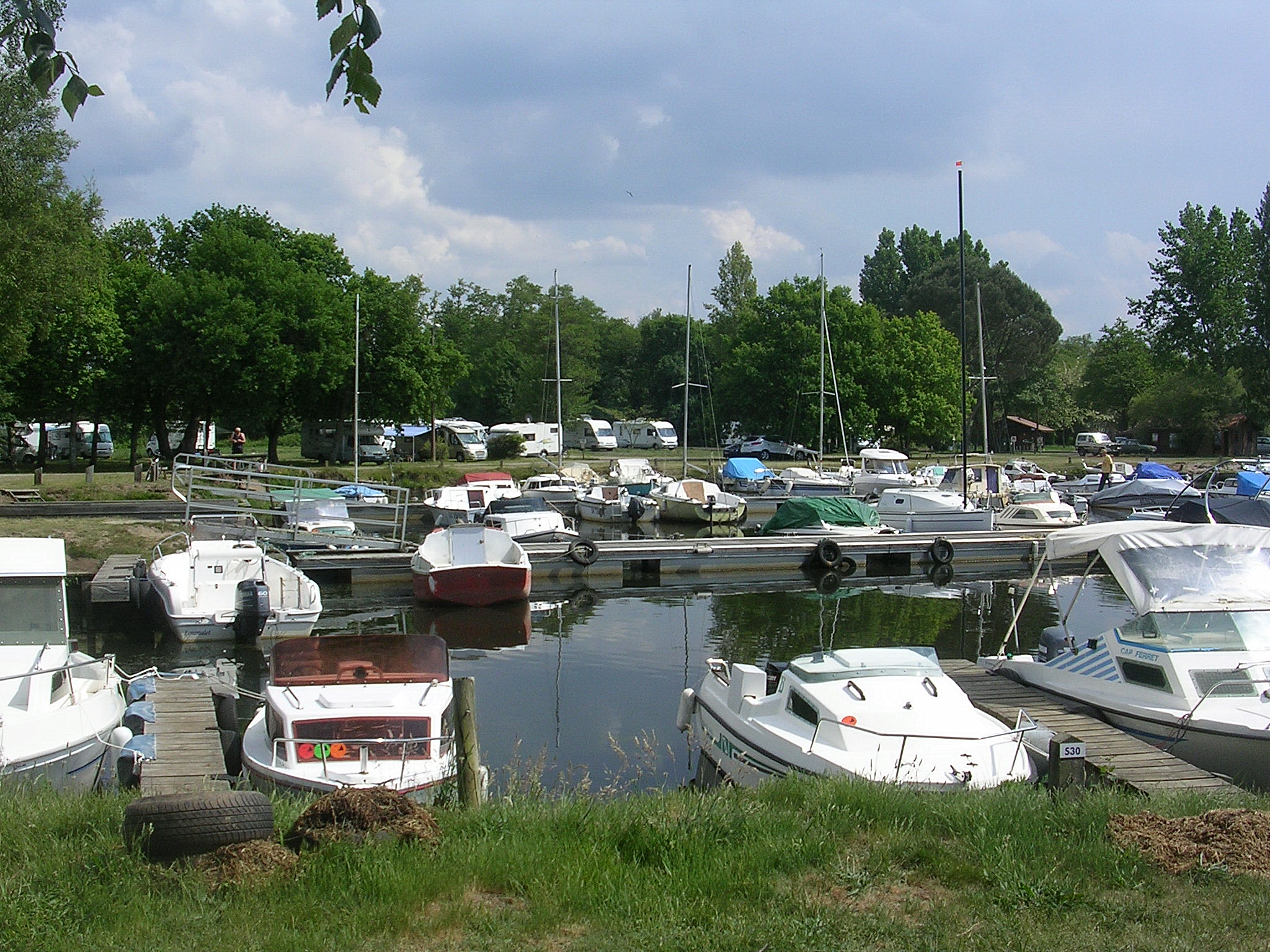
マリーナ